# Кобелев, Андрей Николаевич
Андре́й Никола́евич Ко́белев (род. 22 октября 1968, Москва) — советский и российский футболист, российский тренер. Мастер спорта международного класса (1990). Выступал на позиции центрального полузащитника.

## Карьера футболиста
Футболом начал заниматься в 1976 году в СДЮШОР «Динамо» (тренеры — В. В. Ильин и А. С. Назаров).
Играл за юношеские сборные (1983—1986, 40 матчей, 15 голов), был капитаном юношеской сборной СССР. Чемпион Европы среди 16-летних (1985). Победитель мемориала Гранаткина (1986). Был признан лучшим игроком соревнований «Кубок юности» (1983).
В команде мастеров с 1983 года (первая игра 16 июня 1985 с «Зенитом»). Самый молодой дебютант команды в чемпионатах страны — в 16 лет.
В составе «Динамо» (Москва) (1985—1998) провёл 327 игр (253 в чемпионатах СССР и России, 28 в Кубке страны, 29 в европейских кубках и 17 в Кубке Федерации СССР); забил 61 мяч (46 в чемпионате, 6 в Кубке СССР, 6 в еврокубках, 3 в Кубке Федерации).
В 1993—1994, вместе с партнёром по «Динамо» Вели Касумовым играл в «Реал Бетис». Однако из-за тяжёлой травмы карьера в Испании не получилась, и Кобелев вернулся в Москву.
В 1999—2001 выступал за «Зенит» (Санкт-Петербург), провёл 69 игр, забил 9 голов. В 2002 году провёл последний сезон за «Динамо», после чего завершил игровую карьеру.

### Матч за сборную России
16 августа 1992 года Кобелев сыграл в первом официальном матче сборной России после распада СССР — на стадионе «Локомотив» в Москве Россия встречалась со сборной Мексики. Кобелев вышел на второй тайм при счёте 0:0, заменив Ледяхова. На 60-й минуте за нарушение против Кобелева был назначен пенальти. На 72-й минуте был удалён Эрмосильо, грубо сбивший Кобелева, который покинул поле на 76-й минуте из-за травмы — его заменил Андрей Иванов. Эти полчаса остались для Кобелева единственным проведённым временем в футболке сборной России — к матчам национальной команды он больше не привлекался.

## Тренерская карьера

### «Динамо» (Москва)
Окончил Высшую школу тренеров. В качестве тренера начал работу в московском «Динамо» в 2004 году. С октября 2004 года занимал пост тренера основного состава команды. С 16 мая по 19 июля, с 8 по 20 ноября 2005 года и с 5 по 29 августа 2006 года — исполняющий обязанности главного тренера команды.
С 30 августа 2006 года — главный тренер «Динамо». В 2005 году получил тренерскую категорию А (лицензия ФИФА), а в 2006 — категорию PRO (лицензия ФИФА). В 2008 году под руководством Кобелева «Динамо» стало бронзовым призёром чемпионата России по футболу.
27 апреля 2010 года Кобелев был уволен с поста тренера «Динамо». Сам специалист прокомментировал это решение так:

«Как я об этом узнал? Позвонил президент клуба и сообщил, мол, только что прошёл совет директоров, где принято соответствующее решение. На заседание меня не пригласили. Как я только что сказал, мне обо всём сообщили по телефону. Но никто и ничего не объяснял».

### «Крылья Советов»
С 30 июня 2011 года по 15 ноября 2012 — главный тренер ФК «Крылья Советов». Как отмечали эксперты, отставка Андрея Кобелева была согласована с председателем попечительского совета ПФК «Крылья Советов» Николаем Меркушкиным. Кобелев не был отставлен, а «ушёл по собственному желанию», что позволило самому тренеру «не потерять лицо», а клубу сэкономить значительную сумму, которую в ином случае пришлось бы выплачивать за досрочное расторжение контрактных отношений.

### Возвращение в «Динамо»
2 июля 2015 года назначен на должность спортивного директора «Динамо», а уже 13 июля вновь стал главным тренером команды (должность спортивного директора в клубе была упразднена).
Из-за плохих результатов 10 мая 2016 года был уволен с поста главного тренера за три тура до окончания чемпионата. Команда вылетела в ФНЛ.

## Статистика в качестве главного тренера
| Клуб             | Страна | Начало работы  | Окончание работы | Результаты | Результаты | Результаты | Результаты | Результаты | Результаты | Результаты | Результаты |
| Клуб             | Страна | Начало работы  | Окончание работы | И          | В          | Н          | П          | ГЗ         | ГП         | РМ         | В %        |
| ---------------- | ------ | -------------- | ---------------- | ---------- | ---------- | ---------- | ---------- | ---------- | ---------- | ---------- | ---------- |
| «Динамо» (М)     | Россия | 18 мая 2005    | 18 июля 2005     | 9          | 4          | 2          | 3          | 10         | 9          | +1         | 44,44      |
| «Динамо» (М)     | Россия | 8 ноября 2005  | 20 ноября 2005   | 1          | 1          | 0          | 0          | 1          | 0          | +1         | 100,00     |
| «Динамо» (М)     | Россия | 5 августа 2006 | 27 апреля 2010   | 128        | 55         | 30         | 43         | 166        | 159        | +7         | 42,97      |
| «Крылья Советов» | Россия | 30 июня 2011   | 15 ноября 2012   | 46         | 14         | 14         | 18         | 45         | 59         | -14        | 30,43      |
| «Динамо» (М)     | Россия | 13 июля 2015   | 10 мая 2016      | 29         | 6          | 10         | 13         | 27         | 43         | -16        | 20,68      |
| Всего            | Всего  | Всего          | Всего            | 213        | 80         | 56         | 77         | 249        | 270        | -21        | 37,56      |

## Достижения в качестве игрока

### Командные
- Серебряный призёр чемпионата СССР: 1986
- Бронзовый призёр чемпионата СССР: 1990
- Бронзовый призёр чемпионата России: 1992, 1997, 2001
- Обладатель Кубка России: 1995, 1999
- Финалист Кубка России: 1997
- Финалист кубка Интертото: 2000
- Победитель молодёжного чемпионата Европы: 1990
- Победитель юношеского (до 16 лет) чемпионата Европы: 1985
- Самый молодой дебютант «Динамо» в чемпионатах и розыгрышах Кубка страны — в 16 лет
- Капитан «Динамо» Москва: 1991—1992, 1996—1998
- В 1998 году стал рекордсменом «Динамо» по количеству сыгранных в еврокубках матчей — 29.

### Личные
- В списках 33 лучших футболистов сезона в СССР (2): № 2 — 1991; № 3 — 1990
- В списках 33 лучших футболистов чемпионата России (3): № 2 — 1992, № 3 — 1996, 1997

## Достижения в качестве тренера
- Бронзовый призёр чемпионата России: 2008